# 殺手青春
《殺手青春》是由藤卷忠俊繪製的動作喜劇作品，於2023年4月17日在《週刊少年Jump》2023年第20期開始連載，臺灣《寶島少年》則從2023年第39期起開始連載，並已發行10卷日文單行本。故事講述一位傳奇刺客身中還童劇毒而成為初中生，且每集話數皆以「page○」開頭。

## 劇情簡介
大狼十三是為Z.O.O刺客集團效勞的傳奇殺手，乃他們最珍貴的資產。在受基因改造公司蜜岡製藥所託摒除犯罪團伙後，他被不明品種的蜜蜂蜇傷，其DNA遭到改變，原本39歲的年齡和身材也變成12歲的模樣。由於身體縮小的關係，Z.O.O.的老闆判定十三不能再繼續職業殺手的工作，因此在研究解藥的同時給了他另一個任務：入讀老闆閏女打算報考的中學，以確保它是否安全。由於沒有受過正規教育，大神成為國中生後很快便愛上學習，與此同時亦要跟可能是讓他恢復正常的關鍵、同班的蜜岡製藥繼承人——蜜岡乃蓮打好關係。

## 登場人物
※各登場人物配音演員均為在語音漫畫擔任的聲優

### 主要人物
大狼十三（聲：内山夕實（中學生）、堀井茶渡（大人））
本作主人公。Z.O.O刺客集團旗下的傳說級別殺手，暗地裡則是一位39歲、膝下有一女兒的離婚中年男姓。
因某次任務後被神秘蜜蜂蜇傷而身中不明劇毒，身體縮小成十幾歲的樣貌，因此被迫謊報自己身分進入國中就讀。
由於學歷只有小學程度，所以成了國中生後隨即發現學習的樂趣，決定暫時放下殺手的工作，享受國中生活。儘管一開始不會做任何家務，但還是加入了家政部，後來在Z.O.O及乃蓮父親的要求下充當其女兒的未婚夫，並在保護乃蓮和做個普通「青年」之間來回切換。
貓田虎龍（聲：野津山幸宏）
十三的拍擋，並以「大哥」稱之。家事全能。會以對講機和帶攝錄機的眼鏡來支援已經變成小孩的十三。
蜜岡乃蓮（聲：矢野優美華）
本作女主角。日加混血，生技巨頭蜜岡製藥的千金，十三所讀國一的同班同學，家政部部員，時常被男同學表白的美少女。
雖然乍看之下冷若冰霜且有男性恐懼症，但內裡其實溫和友善，只是希望脫離有錢人圈子，以及不想被假惺惺、甚至視她為成熟女性的異樣目光看待。
閒時會在叔父的拉麵店「夏木屋」內幫忙，夢想是成為拉麵職人，繼承其叔父的麵店。貌似是十三變成小孩子的關鍵，後來受其父親所託與十三一起成為假情侶，以防被其他外來人士騷擾。

### 十三的同學
白石遼（聲：鳴瀨友希）
十三的同班同學，志願考上醫學院的資優生。在圖書館偶遇後開始輔導十三，因此被後者稱作「師傅」。
劍道部所屬，平時性格敦厚，但有著明顯的恋姐情结，當有陌生的男同學接近千里時會判若兩人，變得異常暴躁。
白石千里
遼的姐姐，國三生兼家政部部長，被十三稱作「大姐頭」。富好勝心的典型女強人，但也有溫柔可愛的一面。
會用一切手段維護家政部的聲譽，也因此邀請對該部有明顯性別偏見的十三加入家政部。在室內足球事件被天馬戀上，為此經常對其過於直率的言行感到困擾。
玉田芽衣
家政部部員。有著與國二生截然不同的矮小身材，時常被人當作可愛小動物一樣對待，因而非常在意他人目光。
高田、馬場
與十三同班的女子二人組。曾在十三剛轉學時取笑之，但在其從變態手中救出她們後，三人變成朋友，並暱稱十三為「小狼」。
古波鮫震
中華系暗殺組織「魚缸」的少年殺手，為了接近乃蓮而轉學至十三班級，對前者一見鐘情。外表帥氣，但不含著奶嘴的話就不能好好說話。
天童天馬
「幻獸組」的其中一人。小小年紀便有190cm的身高，在足球、棒球和籃球方面極具天賦，夢想是成為制霸英超、美國職棒大聯盟及NBA的「三刀流」多棲運動員。
個性直率自負，有話直說，但對運動以外的所有事一竅不通。起初在家政部送飯糰時對其成員們出言不遜，並對十三發起室內足球挑戰，認輸後愛上不顧彼此之間恩怨為他包紮的千里，同時也與十三等人熟稔起來。
乙姬舞
「幻獸組」的其中一人。有著「海之女王」的美譽，精通各式水上運動，也熟知幾乎所有海洋知識。
沖繩出身的解離性身分疾患患者，有兩個人格，睡醒時便會切換，外表體型亦會有所改變，但能相互對話及交換記憶。以下為家政部成員為了區分人格而定的綽號，兩者共通點為皆愛上從來車手中捨身救助她的十三。
「小不點姬」：溫和害羞的普通小個子女生，在兩個人格中主管知識方面，不喜歡男生的好色目光，對「辣妹姬」試圖橫刀奪愛的強硬方式抱有疑慮，內心只希望與十三和乃蓮等人交心。
「辣妹姬」：豪爽奔放、身材姣好的黑辣妹，在兩個人格中主管運動方面，有著「男女之間就該尋找強大異性」的戀愛觀，也因此對十三戀上乃蓮一事心生不忿，從而向兩人發起衝浪挑戰，自告敗北後由「小不點姬」主導加人家政部。
龍膽數馬
暗殺組織「JARDIN」的最高級別「黑金階級」殺手少年，龍膽兄弟中的哥哥。身材矮小卻說話老成。
擅長易容與催眠，為了將弟弟恢復原狀而綁架乃蓮，企圖催眠她與英治成婚，但兄弟兩人在運動場與十三和天馬對決後失敗，隨後轉學到十三所在的班別。
龍膽英治
暗殺組織「JARDIN」的最高級別「黑金階級」殺手少年，龍膽兄弟中的弟弟。以驚人臂力，搭配球杆與高爾夫球炸彈的方式作戰。
臉上鑲釘且帶有多條縫紉線、猶如科學怪人般的高大少年，正常人時期與天馬一樣是位運動高手，現在只能發出簡單的咆哮聲，並以在畫簿上書寫字句的方式交流。

### 其他
鱷淵瑛理（聲：北崎仁美）
十三的前妻，兩人育有一女「梢」。暗殺組織Z.O.O科學部門的主管。

### 《Kill Aoharu》登場人物
鱷淵一郎（聲：内山夕實（中學生）、堀井茶渡（大人））
短篇故事的主人公。41歳的殺手，被蜜蜂刺傷後變成小孩子並入讀國中。
不破櫻（聲：矢野優美華）
短篇故事的女主角。一郎所在班別中有如校花一般的存在，外表看似友善但內裡十分兇悍，且工於心計。
鱷淵愛（聲：北崎仁美）
一郎的前妻。

## 出版書籍
《殺手青春》由藤卷忠俊主筆，並在2023年4月17日於集英社的《週刊少年Jump》2023年20號上開始連載，同日亦公開了該作的PV。2023年6月17日至20日，《週刊少年Jump》在其YouTube發佈《殺手青春》的語音漫畫。截至2025年6月，該作己發行10卷日文單行本。《殺手青春》也曾在正式連載前於《週刊少年Jump》2022年3、4合併號上公開《殺手青春》的單篇版《Kill Aoharu》（キルアオハル）。
此外，《殺手青春》的海外英語版則在同樣為集英社旗下的MANGA Plus上連載。
| 冊數 | 講談社 | 講談社        | 講談社                 | 東立出版社     | 東立出版社     | 東立出版社                           | 玉皇朝           | 玉皇朝        | 玉皇朝                 |
| 冊數 | 副標題 | 發售日期      | ISBN                   | 副標題         | 發售日期       | ISBN                                 | 副標題           | 發售日期      | ISBN                   |
| ---- | ------ | ------------- | ---------------------- | -------------- | -------------- | ------------------------------------ | ---------------- | ------------- | ---------------------- |
| 1    |        | 2023年9月4日  | ISBN 978-4-08-883686-7 | 去上學吧       | 2024年1月25日  | ISBN 978-626-02-0581-2（首刷附錄版） | 去上學吧         | 2024年4月25日 | ISBN 978-988-8873-69-2 |
| 2    |        | 2023年11月2日 | ISBN 978-4-08-883737-6 | 乃蓮不會讓給你 | 2024年6月11日  | ISBN 978-626-02-1319-0（首刷附錄版） | 不會將乃蓮讓給你 | 2024年4月25日 | ISBN 978-988-8873-70-8 |
| 3    |        | 2024年1月4日  | ISBN 978-4-08-883797-0 | DEATH OR KISS  | 2024年10月7日  | ISBN 978-626-02-2016-7（首刷附錄版） |                  |               |                        |
| 4    |        | 2024年4月4日  | ISBN 978-4-08-883881-6 | 衝浪的家政社   | 2024年11月8日  | ISBN 978-626-02-2017-4（首刷附錄版） |                  |               |                        |
| 5    |        | 2024年6月4日  | ISBN 978-4-08-884109-0 | 風紀委員與殺手 | 2024年12月26日 | ISBN 978-626-02-2613-8（首刷附錄版） |                  |               |                        |
| 6    |        | 2024年8月2日  | ISBN 978-4-08-884129-8 | 不許傷害家政社 | 2025年2月14日  | ISBN 978-626-02-2960-3（首刷附錄版） |                  |               |                        |
| 7    |        | 2024年11月1日 | ISBN 978-4-08-884252-3 | 一起去別墅吧   | 2025年5月12日  | ISBN 978-626-02-3773-8（首刷附錄版） |                  |               |                        |
| 8    |        | 2025年1月4日  | ISBN 978-4-08-884441-1 | 櫻花×大狼 對談 | 2025年7月10日  | ISBN 978-626-02-4316-6               |                  |               |                        |
| 9    |        | 2025年4月4日  | ISBN 978-4-08-884442-8 |                |                |                                      |                  |               |                        |
| 10   |        | 2025年6月4日  | ISBN 978-4-08-884562-3 |                |                |                                      |                  |               |                        |

## 反應
Screen Rant的凱莉·菲爾登（Kaylie Fielden）對《殺手青春》第1話的轉折表示讚揚，並認為該情節即使與其他殺手題材漫畫相比仍是萬中無一。Multiversity Comics的羅比·普萊森特（Robbie Pleasant）讚賞該作的美術風格和角色設計，並稱其是目前《週刊少年Jump》最出彩的新系列之一。他稱儘管其劇情編排開始進入一令人擔憂的走向，但藤卷的處理方式仍讓人十分滿意，且看能否保持這種勢頭。而Otaku USA的卡拉·丹尼遜（Kara Dennison）則形容《殺手青春》是「更暴力的《名偵探柯南》」。
2024年2月1日，《殺手青春》獲選為全國書店店員推薦漫畫的第7名。

## 外部連結
- 官方网站 （日語）
- 殺手青春的X（前Twitter） （日語）
- 殺手青春（漫畫）在動畫新聞網百科全書中的資料（英文）